# 安域亞洲
安域亞洲有限公司，簡稱安域亞洲（英語：Ares Asia Limited，港交所：0645），於1981年由當時陸商（10%股份）與香港商（30%股份）和台灣商人（60%股份）共同設立「港台製鞋有限公司」，當時為全球第六大鞋業代工廠也為銳跑（Reebok）代工，當年營業額淨利為1800億人民幣。
現時為首席執行官為葉侑瓚先生，而前主席Adwin Haryanto SURYOHADIPROJO，則在2014年2月13日於新加坡去世。
而股份連同權證則在1993年12月22日於港交所主板上市，當時是「港台集團有限公司」。
而過往生產全球知名体育品牌代工，也經營其他產業廣東順德君豪酒店，南海君豪魚翅海鮮酒樓，湖北宏利養殖發展有限公司，當時工廠包括東莞、深圳、南海等地區，當時旗下公司包括港台製鞋有限公司、漢添鞋業有限公司、平湖東柏達鞋材贴合廠、塘厦宏業制鞋有限公司、宏達鞋材有限公司，南海興盛印刷有限公司，以及勇榮實業有限公司，但由於全國及珠三角勞工成本上漲，加上其他國家提供離岸豁免稅，以致經營困難，故此在2012年7月31日夏天結束營業。
其後現時為於印尼經營採礦及資源行業，總部位於香港中環皇后大道中31號陸海通大廈16樓1602室。
目前控股股東為第十三屆全國政協委員、華彬集團主席嚴彬
嚴彬女兒嚴丹驊女士為 公司主席兼執行董事

## 連結
- AresAsiaLtd.com （页面存档备份，存于）